# Kaplica św. Anny w forcie Saint Angelo (Birgu)
Kaplica świętej Anny (malt. Il-kappella ta’ Sant’Anna, ang. Chapel of St. Anna) – rzymskokatolicka kaplica w forcie Saint Angelo w Birgu na Malcie.

Znajduje się w „górnym forcie” – częściowo eksterytorialnej enklawie podlegającej Zakonowi Maltańskiemu.

## Historia
Jak mówi tradycja, miejsce, na którym stoi kaplica było poprzednio zajmowane przez fenicką świątynię bogini Astarte, później zamienioną przez Rzymian na świątynię Junony. Kaplica została ufundowana w okresie średniowiecznym, po raz pierwszy wspomniano ją  w angewińskim dokumencie z 1274. Pierwotnie była dedykowana Wniebowzięciu Matki Bożej i stała na górnym poziomie zamku znanego jako Castrum Maris. Zamek wraz z kaplicą został w końcu przejęty przez rodzinę De Nava. Obecna kaplica została przypuszczalnie zbudowana przez kasztelana De Nava około 1430. W różnych momentach swojego istnienia kaplica nosiła również wezwanie Objawienia Pańskiego.
Zakon Szpitalników św. Jana przejął kontrolę nad Castrum Maris po tym, jak Malta przeszła pod ich władanie w 1530, zaś sam zamek sukcesywnie był przekształcany w fortecę znaną jako fort Saint Angelo. W 1532 wielki mistrz Philippe Villiers de L’Isle Adam powiększył kaplicę i przeznaczył ją na swój własny użytek. Była ona jednocześnie używana jako zakonne repozytorium relikwii. Pozostawała prywatną kaplicą kolejnych wielkich mistrzów, aż do czasu przeniesienia przez zakon swojej siedziby do Valletty w 1571.

Wtedy też kaplica straciła na znaczeniu, lecz wciąż była używana przez załogę fortu jako miejsce kultu, aż do zajęcia Malty przez Francuzów w 1798. W XIX wieku, kiedy Malta była pod władzą Brytyjczyków, budynek kaplicy był wykorzystywany jako skład broni i amunicji, a w 1882 została przekształcona w szkołę.

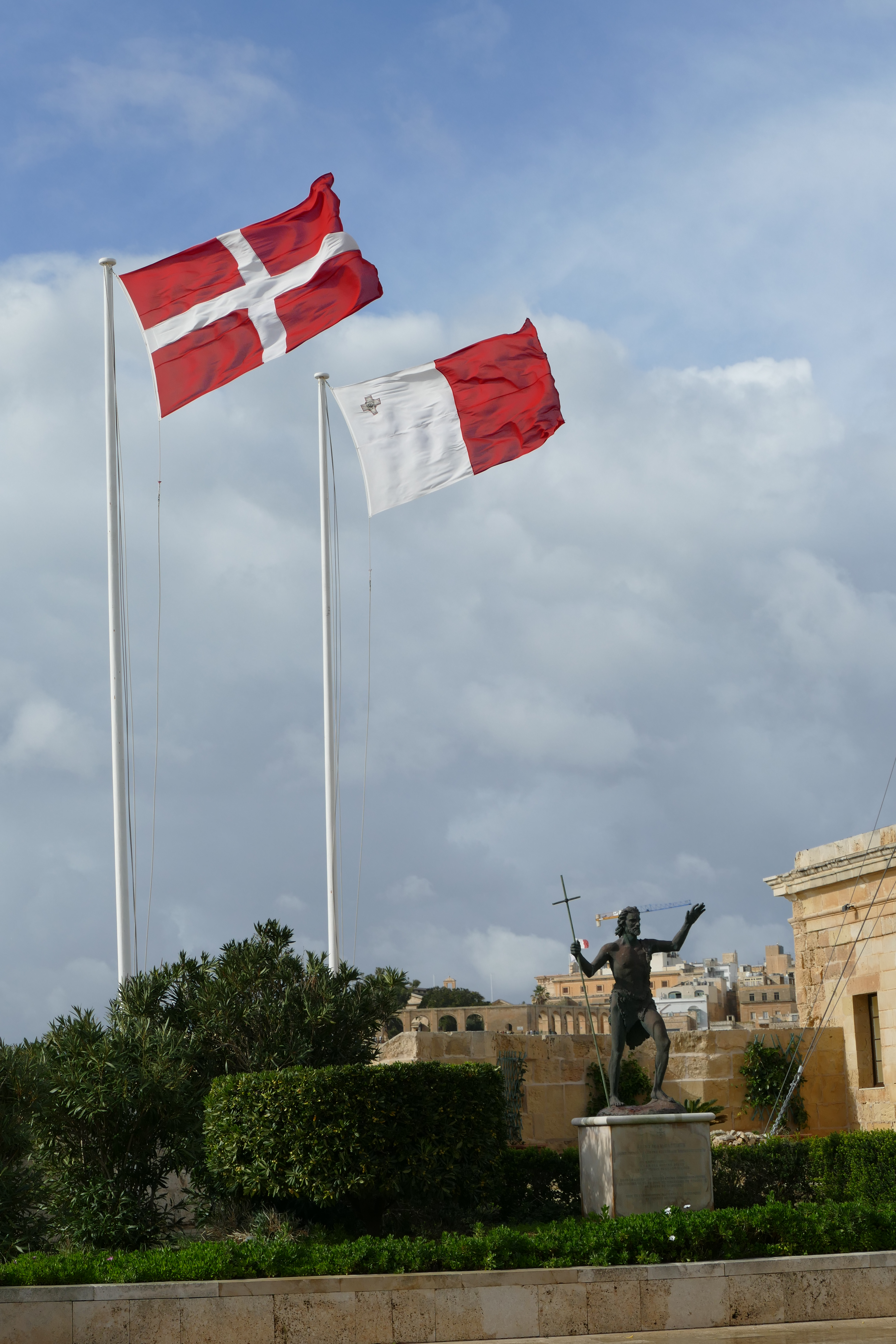
Flagi Zakonu i Malty powiewające nad „górnym fortem”. Po prawej figura św. Jana Chrzciciela stojąca na placu przed kaplicą

Do lat 20. XX wieku kaplica wciąż nie pełniła swej podstawowej roli, później zaś została rekonsekrowana jako kaplica anglikańska dla brytyjskiego personelu morskiego stacjonującego w forcie. Po II wojnie światowej została znów przekształcona w świątynię katolicką dla Maltańczyków pracujących w forcie, dla całego społeczeństwa była otwarta corocznie 8 września w Victory Day. Fort Saint Angelo pozostawał w rękach brytyjskich do 1979, po tym czasie kaplica została zamknięta.
Kaplica została odrestaurowana w 1994. Na mocy traktatu z 5 grudnia 1998, ratyfikowanego 1 listopada 2001, tzw. „górny fort” wraz z kaplicą został przekazany Suwerennemu Rycerskiemu Zakonowi Maltańskiemu, a kaplica została otwarta dla publiczności jedynie w Victory Day. Rozległe odrestaurowanie fortu Saint Angelo miało miejsce w latach 2012–2015 i dziś fort jest otwarty dla zwiedzających jako muzeum. W 2016 zapoczątkowano codzienne zwiedzanie kaplicy z przewodnikiem, zaś w 2019 kaplica stała się, za opłatą, w pełni dostępna dla zwiedzających.

## Architektura

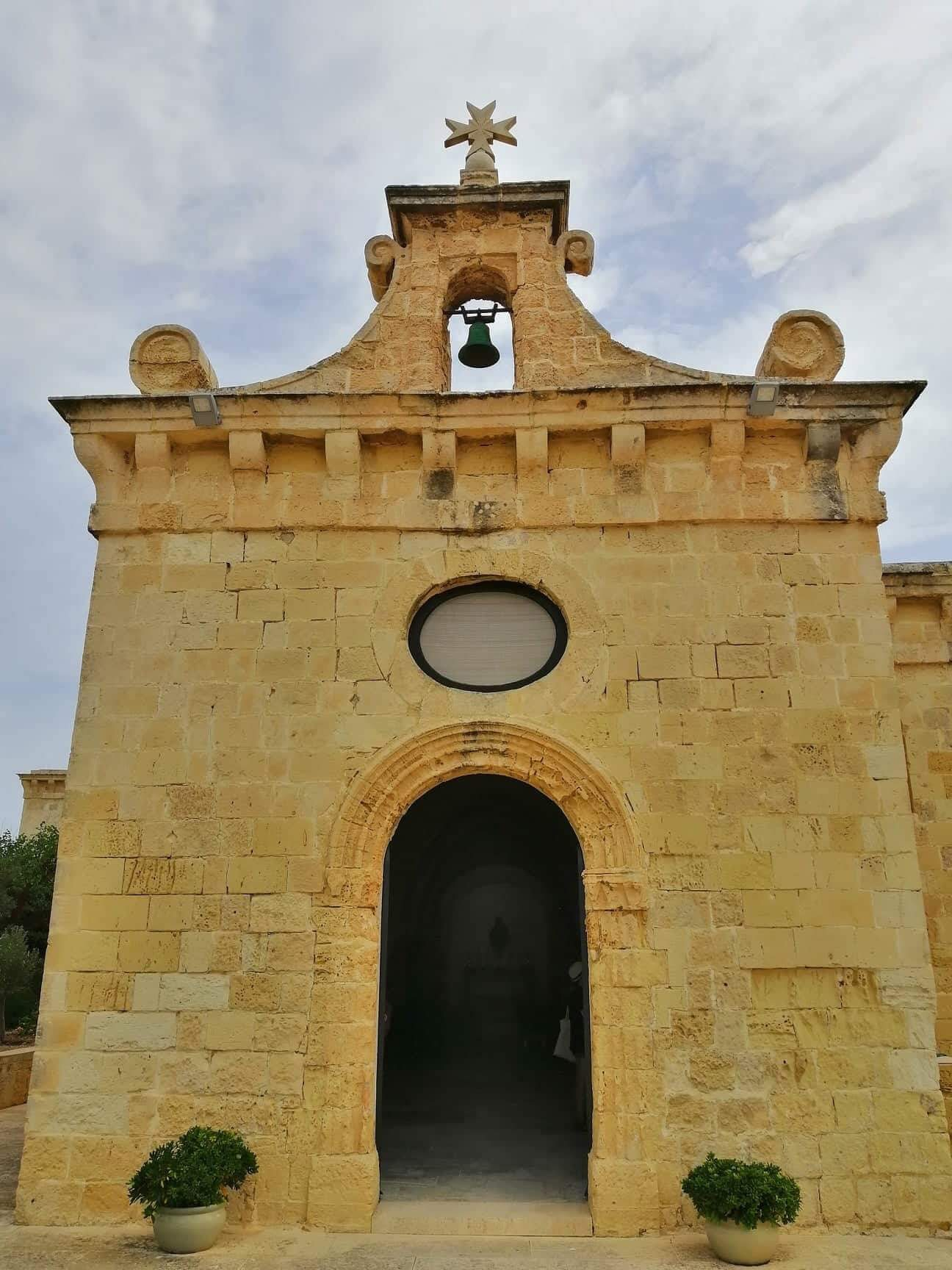
Fasada kaplicy (2018)

### Wygląd zewnętrzny
Kaplica ma asymetryczny kształt, powstały głównie z prostokątów, z wysunięciem po prawej stronie. W fasadzie kaplicy znajdują się drewniane drzwi z półokrągłym łukiem, oraz owalne okno ponad nimi. Frontowa ściana zwieńczona jest rzadko spotykanym kamiennym gzymsem, otaczającym cały budynek. Na gzymsie stoi dzwonnica typu bell-cot z brązowym dzwonem, podparta z ob stron spływem wolutowym. Na szczycie dzwonnicy znajduje się kamienny krzyż maltański. Na lewej ścianie kaplicy znajdziemy zamurowany ostrołuk, prawdopodobnie kiedyś boczne wejście. Przed fasadą rozciąga się niewielki placyk. Ze szczytu bocznych ścian kaplicy wystają proste rzygacze w formie niewielkich dział. Na tyłach kaplicy znajdują się schody prowadzące do piwnic pod kaplicą, gdzie znajdują się dwa duże, ciemne pomieszczenia, jedno pod drugim. Jest to stara krypta, na której zbudowano obecną kaplicę.

### Wnętrze

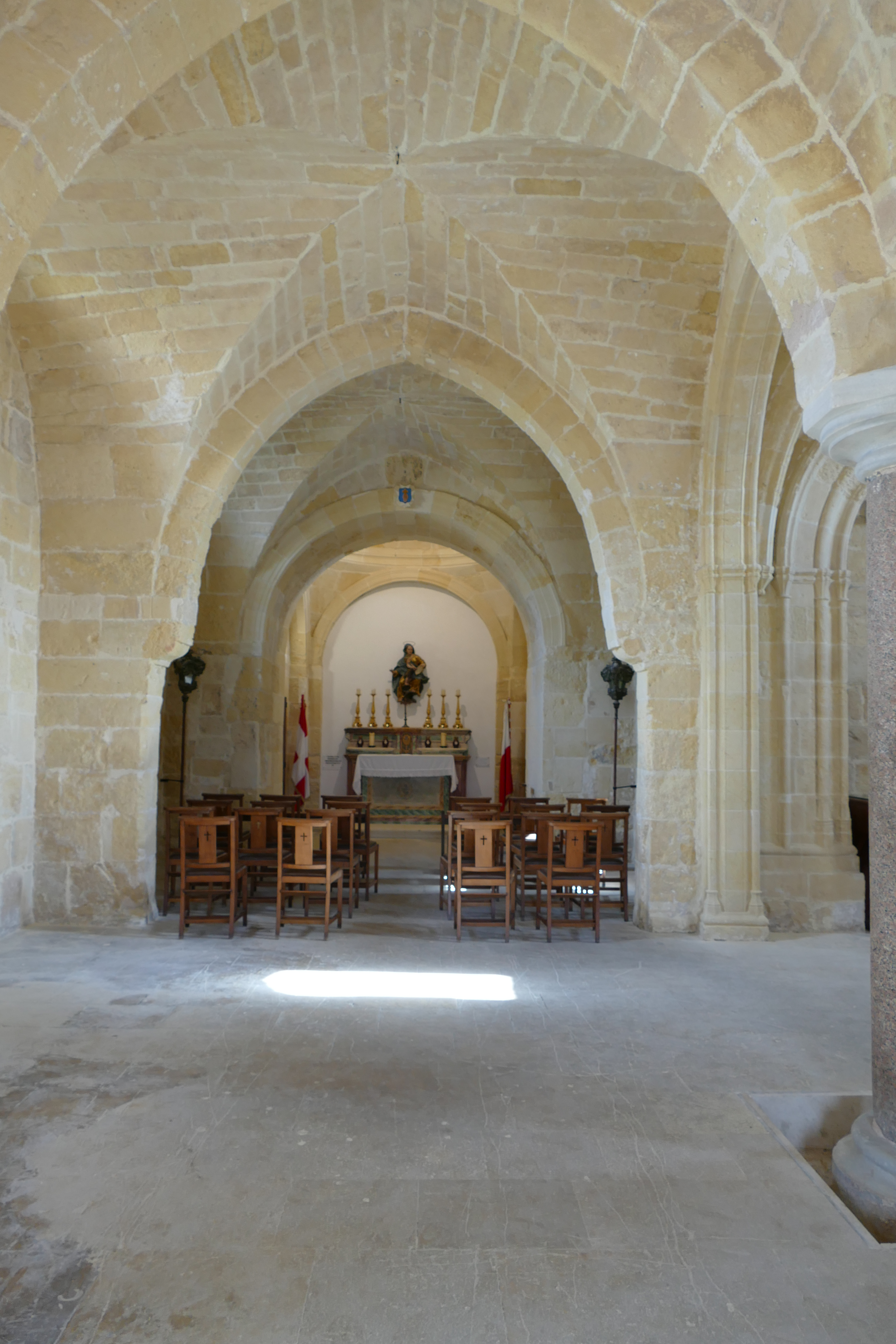
Wnętrze kaplicy z ołtarzem głównym

Wewnątrz budynku znajduje się duża nawa i kilka ołtarzy. Jego sklepienie jest typowe dla architektury maltańskiej z XV wieku. Jest ono podtrzymywane przez różową granitową kolumnę, której materiał pochodzi z Egiptu, i która mogła być częścią starszej od kaplicy antycznej świątyni. Mówi się, że kolumna ta została wydobyta z dna morza. Podłoga kaplicy pokryta jest płytami.

W aneksie po prawej stronie kaplicy znajdują się dwa drewniane ołtarze, jeden z dużym krucyfiksem, a drugi z drewnianą figurą przedstawiającą św. Annę z małą Maryją na kolanach. Po każdej stronie posągu jest herb wyryty w ścianie. Na frontowej ścianie tego aneksu stara tablica z marmuru upamiętniająca wielkiego mistrza Philippe’a Villiersa de L’Isle Adam. Obok tablicy dwie figury, o wysokości około 1 metra, przedstawiające św. Jana Chrzciciela i św. Juliana.

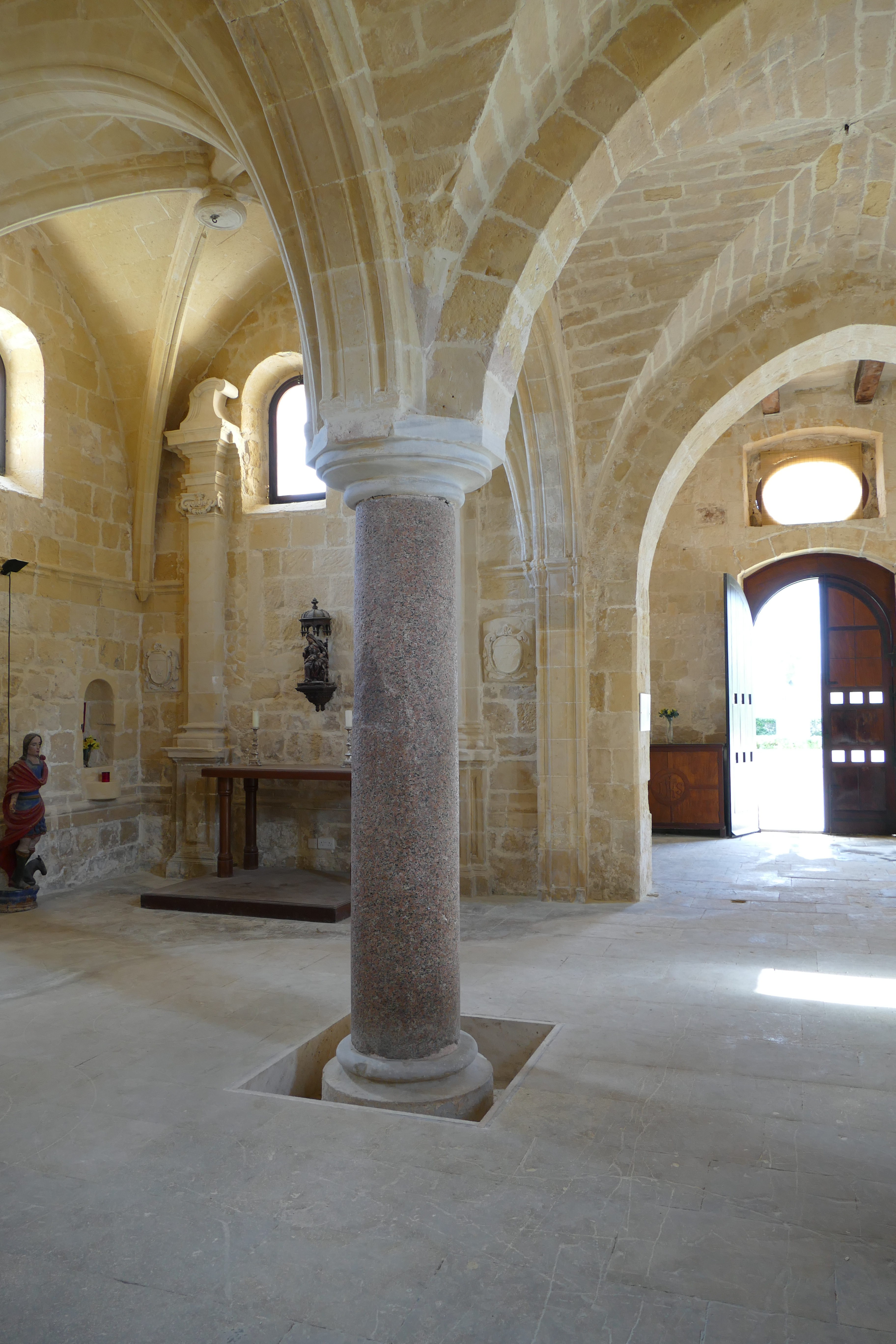
Granitowa kolumna, która, jak się uważa, jest starsza od kaplicy

Ołtarz główny kaplicy znajduje się w swego rodzaju apsydzie, której sklepienie stanowi coś w rodzaju płaskiej kopuły. Sam ołtarz stoi w płytkiej wnęcej zakończonej łukiem. Takie same wnęki znajdują się po bokach apsydy. W ołtarzu drewniana rzeźba św. Anny z Madonną. Na ścianach pod sklepieniem niewielkie prostokątne okna.

W kaplicy znajdował się swego czasu bardzo stary obraz tytularny. Pomiędzy 1937 i 1939 został on  zabrany do Sali Kapituły kolegiaty św. Wawrzyńca w Birgu. Tam, jak na ironię, został zniszczony przez bomby w czasie II wojny światowej.    
W krypcie pod kaplicą pierwotnie pochowani zostali wielcy mistrzowie: 
- Philippe Villiers de L’Isle Adam (zm. 1534)
- Piero de Ponte (zm. 1535)
- Juan de Homedes (zm. 1553)
- Claude de la Sengle (zm. 1557),

lecz pod koniec XVI wieku ich szczątki zostały przeniesione do konkatedry św. Jana w Valletcie.

## Kaplica dzisiaj
W 2019 kaplica stała się, za opłatą, w pełni dostępna dla zwiedzających.

## Święto patronalne
Święto patronalne kaplicy przypada 26 lipca.